# ۱۰ مارس
۱۰ مارس شصت و نهمین (در سال‌های کبیسه هفتادمین) روز سال در گاه‌شماری میلادی است. ۲۹۶ روز تا پایان سال باقی‌است.

## رویدادها
- ۱۰۹۸ - در پی شوروش در ادسا، بالدوین، یکی از رهبران صلیبیون در نخستین جنگ صلیبی کنترل شهر را به دست گرفت و خود را کنت ادسا نامید.
- ۱۷۳۵ - عقد قراردادی بین نادر شاه و امپراتوری روسیه در نزدیکی گنجه و عقب‌نشینی نیروهای روسیه از باکو
- ۱۸۰۴ - برگزاری مراسم رسمی قرارداد خرید لوئیزیانا در سنت‌لوئیس جهت انتقال مالکیت اراضی از فرانسه به ایالات متحده
- ۱۸۱۴ - شکست ارتش ناپلئون بناپارت در نبرد لائون
- ۱۸۷۶ - الکساندر گراهام بل نخستین مکالمه تلفنی را با گفتن جمله «آقای واتسن بیایید اینجا، می‌خواهم شما را ببینم» با موفقیت انجام داد.
- ۱۹۲۲ - ماهاتما گاندی به جرم برهم زدن امنیت در هند دستگیر و به ۶ سال زندان محکوم‌شد.
- ۱۹۳۳ - زمین‌لرزه‌ای در لانگ بیچ کالیفرنیا ۱۱۵ کشته و ۴۰ میلیون دلار خسارت برجای گذاشت.
- ۱۹۴۵ - جنگ جهانی دوم: نیروی هوایی ایالات متحده توکیو، پایتخت امپراتوری ژاپن را با بمب آتش‌زا بمباران کرد که بر اثر آن بیش از یک صدهزار نفر که اغلب آنها غیرنظامی بودند، کشته شدند.
- ۱۹۵۲ - فولخنثیو باتیستا ثالدیوار با انجام یک کودتا خود را رئیس‌جمهور کوبا نامید.
- ۱۹۷۷ - ستاره‌شناسان حلقه‌های اورانوس را کشف‌کردند.

بزرگداشت لباس کوردی

## زادروزها
- ۱۷۴۸ - جان پلی‌فیر، فیزیک‌دان و ریاضی‌دان اسکاتلندی (د. ۱۸۱۹)
- ۱۹۱۶ – داگلاس وینسنت، نظامی اهل استرالیا (د. ۱۹۹۵)
- ۱۹۶۰ – احمد رفیق عوض، رمان‌نویس و روزنامه‌نگار فلسطینی.[۱]
- ۱۹۸۸ - ایوان راکیتیچ، فوتبالیست اهل کرواسی

## درگذشت‌ها
- ۱۷۶۰ - کریستف گراپنر، آهنگساز آلمانی (ز. ۱۶۸۳)
- ۱۹۳۵ - سعید بن علی الکرمی، عالم دینی و سیاستمدار عثمانی-فلسطینی.[۲]
- ۱۹۳۷ - یوگنی زامیاتین، نویسنده
- ۱۹۴۰ - میخائیل بولگاکف، نویسنده